# Willy Vandenwyngaerden
Willy Vandenwyngaerden (ur. 2 października 1945)– belgijski lekkoatleta, sprinter i płotkarz.
Specjalizował się w biegu na 400 metrów, a w późniejszym okresie w biegu na 400 metrów przez płotki. Zdobył brązowy medal w sztafecie szwedzkiej 4+3+2+1 okrążenie (w składzie: Werner Dyzers, Vandenwyngaerden, Georges Wynants i Albert Van Hoorn) na europejskich igrzyskach halowych w 1966 w Dortmundzie. Na tych samych igrzyskach odpadł w eliminacjach biegu na 400 metrów. Odpadł w eliminacjach biegu na 400 metrów również na europejskich igrzyskach halowych w 1967 w Pradze i europejskich igrzyskach halowych w 1969 w Belgradzie.
Na mistrzostwach Europy w 1969 w Atenach Vandenwyngaerden odpadł w eliminacjach biegu na 400 metrów i zajął 8. miejsce w sztafecie 4 × 400 metrów. Na kolejnych mistrzostwach Europy w 1971 w Helsinkach odpadł w eliminacjach sztafety 4 × 400 metrów. Odpadł w eliminacjach biegu na 400 metrów na halowych mistrzostwach Europy w 1972 w Grenoble. 
Był mistrzem Belgii w biegu na 400 metrów w latach 1965–1967, 1969 i 1971 oraz w biegu na 400 metrów przez płotki w 1974 i 1975.
5 czerwca 1969 w Akwizgranie ustanowił rekord Belgii w biegu na 400 metrów czasem 46,6 s (który później dwukrotnie wyrównał). Był także rekordzistą swego kraju w sztafecie 4 × 400 metrów z czasem 3:06,8, uzyskanym 20 lipca 1969 w Madrycie.